# Mid Suffolk
Mid Suffolk ist ein District in der Grafschaft Suffolk in England. Verwaltungssitz ist Needham Market; weitere bedeutende Orte sind Eye und Stowmarket.
Der Bezirk wurde am 1. April 1974 gebildet und entstand aus der Fusion des Borough Eye, des Urban District Stowmarket sowie der Rural Districts Gipping, Hartismere und Thedwastre.
Koordinaten: 52° 9′ N, 1° 3′ O